# ジョシュ・トーリー
- ジョシュ・トール
- ジョシュ・トーレ
- ジョシュ・ソール

ジョシュア・マイケル・"ジョシュ"・トーリー（Joshua Michael "Josh" Thole, 1986年10月28日 - ）は、アメリカ合衆国・イリノイ州クリントン郡ブリーズ出身の元プロ野球選手（捕手）。右投左打。
姓は、右記のようにメディアによって様々な表記がされるが、発音上は「トリー(tol-ee)」が最も近い。

## 経歴

### メッツ時代

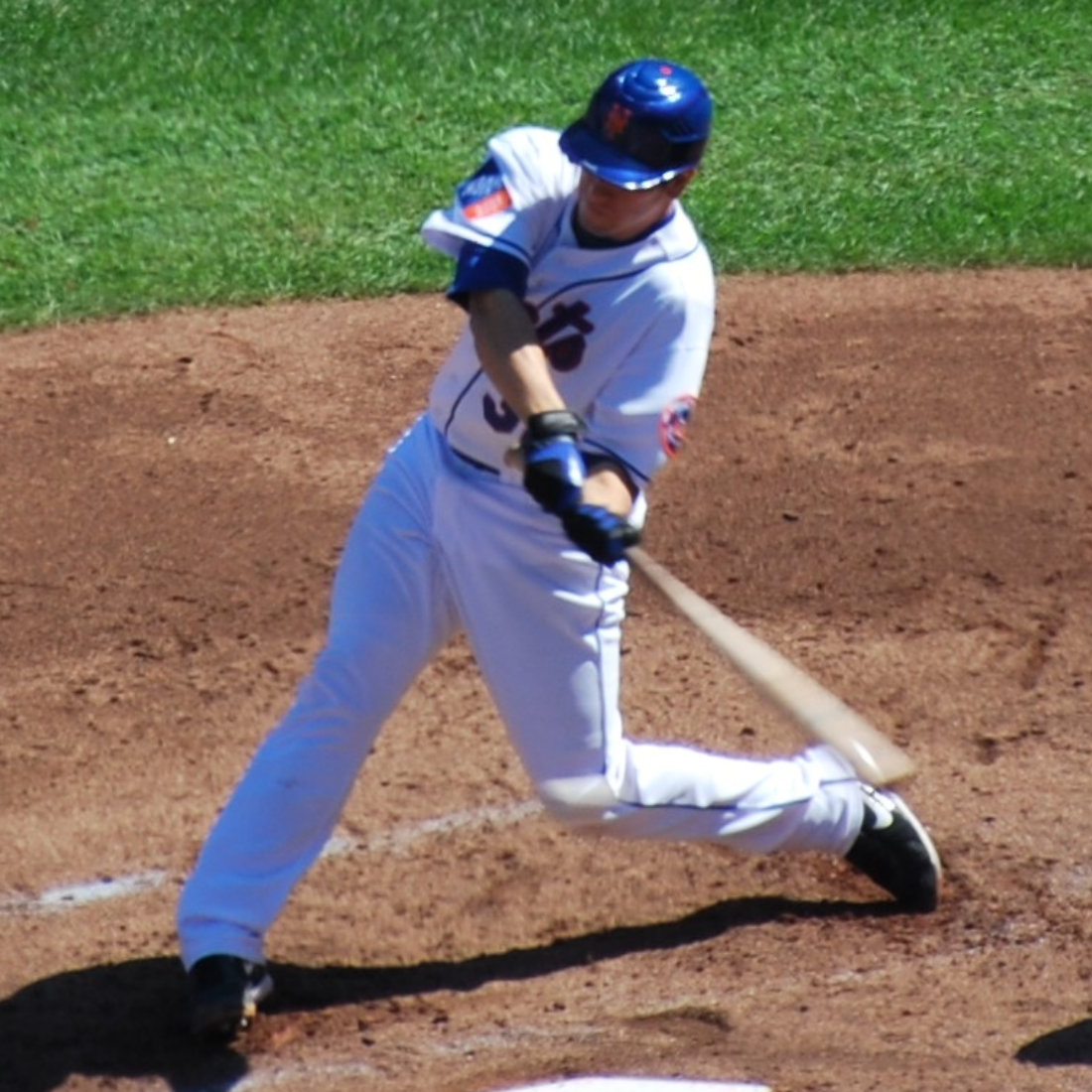
2009年9月20日

2005年のMLBドラフト13巡目（全体389位）でニューヨーク・メッツから指名され、プロ入り。
2009年8月31日にメジャーへ昇格し、9月3日のコロラド・ロッキーズ戦でメジャーデビューを果たした。
2010年は、開幕はAAA級バッファロー・バイソンズで迎えたが、6月に昇格した。7月20日のアリゾナ・ダイヤモンドバックス戦では、バリー・エンライトからメジャー初本塁打を放った。10月1日のワシントン・ナショナルズ戦では、タイラー・クリッパードからランニング本塁打を放った。
2011年には自己最多の114試合に出場した。
2012年5月7日には、フィラデルフィア・フィリーズ戦でタイ・ウィギントンと衝突して脳震盪を起こし、9日に故障者リスト入りした。6月1日のセントルイス・カージナルス戦で復帰すると、ヨハン・サンタナのノーヒットノーラン達成をアシストした。

### ブルージェイズ時代
12月17日にトラビス・ダーノー、ジョン・バック、ノア・シンダーガード、ウィルマー・ベセラとのトレードで、R.A.ディッキー、マイク・ニッカースと共にトロント・ブルージェイズへ移籍した。
ブルージェイズ加入1年目の2013年は、前年と比較して出場機会が激減。45試合の出場に留まり、打率も.175に終わるなどバッティング面では不振だった。また、ディフェンス面でもDRS -2に終わった。
2014年は、やや出番が増えて57試合でプレー。打率の水準が上向きになって.248という数値を記録した。しかし、ディフェンス面では更に後退してしまい、DRSは -5・前年に27%だった盗塁阻止率も15%まで低下し、守備の不振を呈した。
2015年は、正捕手にラッセル・マーティン、リザーブ捕手もディオナー・ナバーロと、優秀な捕手が役割を固めていたため、メジャーデビューした2009年以来で自己ワースト2位の少なさとなる18試合の出場に終わった。打率は.204に再低下し、6回盗塁を試行されて全て決められるなど、攻守両面で成績が残せなかった。12月2日にノンテンダーFAとなったが、4日にブルージェイズと1年契約を結んだ。
2016年は、マーティンに次ぐ第二捕手として50試合に出場し、打率.169・1本塁打・7打点という打撃成績を記録。守備面では1失策で守備率.997、DRSでも2012年以来のプラスとなる +1をマークし、堅実さを発揮した。11月18日にFAとなった。

### ダイヤモンドバックス傘下時代
2017年1月24日にダイヤモンドバックスとマイナー契約を結び、スプリングトレーニングに招待選手として参加することになった。そのスプリングトレーニング中の3月8日、シカゴ・カブスとのオープン戦での走塁の際にハムストリングを痛めて手術を受けることになったため、この年は全休した。
2018年1月9日にダイヤモンドバックスとマイナー契約を結び、同年もスプリングトレーニングに招待選手として参加することになったが、3月18日に自由契約となった。

## 選手としての特徴
後述の通り、ディッキーのナックルボールの捕球には慣れているものの、全般的な守備は平均レベル。盗塁阻止率は2010年に44.0%を記録していたがディッキーと組んだ際に走られることが多くなったため、以降は20%台がザラとなった。当然ながら捕逸も多いが失策は少ない。ただ、投手がナックルボーラーでなくても捕球技術は高くはなく、2016年4月20日のボルチモア・オリオールズ戦の延長10回裏には、低めの直球をサヨナラ捕逸にしてしまった。

### R.A.ディッキーとのコンビ
ナックルボーラーのR・A・ディッキーとコンビを組むときは、大型のソフトボール用ミットを使っている。2012年のオールスターにディッキーが選出された際には、その専用ミットをディッキーに預け、カルロス・ルイーズに使わせた。2012年12月にディッキーがブルージェイズにトレードされた際には、ナックルを捕れる専属捕手としてトーリーも一緒に移籍した。

## 詳細情報

### 年度別打撃成績
| 年 度    | 球 団    | 試 合 | 打 席 | 打 数 | 得 点 | 安 打 | 二 塁 打 | 三 塁 打 | 本 塁 打 | 塁 打 | 打 点 | 盗 塁 | 盗 塁 死 | 犠 打 | 犠 飛 | 四 球 | 敬 遠 | 死 球 | 三 振 | 併 殺 打 | 打 率 | 出 塁 率 | 長 打 率 | O P S |
| -------- | -------- | ----- | ----- | ----- | ----- | ----- | -------- | -------- | -------- | ----- | ----- | ----- | -------- | ----- | ----- | ----- | ----- | ----- | ----- | -------- | ----- | -------- | -------- | ----- |
| 2009     | NYM      | 17    | 59    | 53    | 2     | 17    | 2        | 1        | 0        | 21    | 9     | 1     | 0        | 0     | 2     | 4     | 0     | 0     | 5     | 1        | .321  | .356     | .396     | .752  |
| 2010     | NYM      | 73    | 227   | 202   | 17    | 56    | 7        | 1        | 3        | 74    | 17    | 1     | 0        | 0     | 0     | 24    | 1     | 1     | 25    | 8        | .277  | .357     | .366     | .723  |
| 2011     | NYM      | 114   | 386   | 340   | 22    | 91    | 17       | 0        | 3        | 117   | 40    | 0     | 2        | 1     | 3     | 38    | 6     | 4     | 47    | 8        | .268  | .345     | .344     | .690  |
| 2012     | NYM      | 104   | 354   | 321   | 24    | 75    | 15       | 0        | 1        | 93    | 21    | 0     | 0        | 4     | 1     | 27    | 6     | 1     | 50    | 12       | .234  | .294     | .290     | .584  |
| 2013     | TOR      | 45    | 135   | 120   | 11    | 21    | 3        | 1        | 1        | 29    | 8     | 0     | 0        | 2     | 0     | 12    | 0     | 1     | 25    | 3        | .175  | .256     | .242     | .497  |
| 2014     | TOR      | 57    | 150   | 133   | 11    | 33    | 4        | 0        | 0        | 37    | 7     | 0     | 3        | 3     | 0     | 14    | 0     | 0     | 25    | 4        | .248  | .320     | .278     | .598  |
| 2015     | TOR      | 18    | 52    | 49    | 5     | 10    | 2        | 0        | 0        | 12    | 2     | 0     | 0        | 0     | 0     | 3     | 0     | 0     | 9     | 2        | .249  | .319     | .314     | .634  |
| 2016     | TOR      | 50    | 136   | 118   | 7     | 20    | 3        | 0        | 1        | 26    | 7     | 0     | 0        | 2     | 2     | 13    | 0     | 1     | 28    | 4        | .169  | .254     | .220     | .474  |
| MLB：8年 | MLB：8年 | 478   | 1499  | 1336  | 99    | 323   | 53       | 3        | 9        | 409   | 111   | 2     | 5        | 12    | 8     | 135   | 13    | 8     | 214   | 42       | .244  | .313     | .306     | .620  |

- 2017年度シーズン終了時

### 背番号
- 30（2009年 - 2013年）
- 22（2014年 - 2016年）